# Gryfice
Gryfice (udtale: Gri-fitse [ɡrɨˈfʲit͡sɛ]; kashubisk: Grëfice; German: Greifenberg) er en by i den nordvestlige del af voivodskabet Vestpommern i den nordvestlige del af Polen. Byen har 15.863(2021) indbyggere og et areal på 12.4 km², og er administrationsby i powiatet Gryfice 22 kilometer syd for Østersøens kyst.

## Historie
Regionen var en del af Polen under den første polske hersker Mieszko 1. af Polen og under den tidlige del af hans efterfølger, Boleslav 1. af Polen. Det brød sammen med det meste af Pommern i det hedenske oprør, der fandt sted omkring 1005, men blev generobret af den polske konge i begyndelsen af 1100-tallet. Slaget ved Niekładź fandt sted i området Gryfice i 1121, hvor den polske hersker Bolesław 3. Wrymouth besejrede Wartislaw 1, hertug af Pommern og Swantopolk 1, hertug af Pommern. Området var en del af Hertugdømmet Pommern, en vasalstat i Kongeriget Polen, som senere adskilte sig fra Polen som følge af fragmenteringen af Polen.